# Георги Хаджиев
Георги Хаджиев, известен още под псевдонима Жорж Балкански, е деятел, историк и теоретик на българското анархистко и кооперативно движение.

## Биография
Включва се в анархисткото движение около 1923 г. Посещава Испания по време на гражданската война Гонен от властта, през 1948 г. емигрира във Франция, където повече от 40 години издава безвластническото списание „Наш път“ и анархистки книги, сред които „Националното освобождение и безвластният федерализъм“, в чиято глава „Долу султанът, да живее Балканската федерация“, посветена на анархисткото участие в Илинденско-Преображенското въстание, следвайки принципа, че никакъв вид интернационализъм не може да заличи народностната принадлежност на определен вид население, осъжда започнатото от комунистите в Югославия и България през 1944 година изкуствено създаване на „македонска нация“ като отрицателно, ретроградно и реакционно действие, разделящо народите, заявявайки, че преобладаващото българско население на Македония се е противопоставило на македонизацията в началото й, но не е изключил последващото формиране на македонското самосъзнание в резултат на масираната пропаганда, съдейки по прецедента с турчеещите се до голяма степен Българомохамедани. След падането на комунизма се прибира в България, където умира през 1992 година.

## Библография
- Хджиев, Георги. История анархизма в Болгарии //   ru.theanarchistlibrary.org. (на руски)